# Прапор Могильова

Прапор Могильова

Прапор Могильова — один з офіційних символів міста Могильов. Прапор і герб Могильова затверджений Указом Президента Республіки Білорусь від 3 січня 2005 р. № 1.

## Опис
Прапор являє собою прямокутне полотнище срібного (білого) кольору із співвідношенням сторін 1:2, в центрі лицьового боку якого — зображення герба міста.